# Calmasuchus acri
Calmasuchus acri és una espècie de capitosaure temnospòndil que va viure en el Triàsic mitjà (Anisià baix-mitjà). Les restes fòssils de Calmasuchus foren trobades a l'emplaçament La Mora de la conca catalana a Barcelona. Va ser identificat a partir d'un sostre cranial parcial i un paladar (holotip IPS-37401 (LM-83), fragments de crani (IPS-37401 (LM-63, LM-101, L I M1)) i una hemimandíbula completa (IPS-12 42407 (LM-4)). Fou anomenat per Josep Fortuny, Àngel Galobart i Carles De Santisteban l'any 2011, i rep el nom genèric del Pla de la Calma, el topònim de la localitat tipus.